# ريتشارد إيفونيتز
ريتشارد إيفونيتز (29 يوليو 1963 - 27 يونيو 2002) كان قاتلًا متسلسلًا وخاطفًا ومغتصبًا أمريكيًا مسؤولًا عن مقتل ثلاث فتيات مراهقات في مقاطعة سبوتسيلفانيا، فرجينيا، واختطاف واغتصاب فتاة تبلغ من العمر 15 عامًا في مقاطعة ريتشلاند، كارولاينا الجنوبية. تم الاشتباه في ارتكاب إيفونيتز لجرائم قتل أخرى، واعترف بعدد من الجرائم لشقيقته قبل وقت قصير من الانتحار.

## النشأة
ولد ريتشارد مارك إدوارد إيفونيتز في مستشفى بروفيدنس في كولومبيا، كارولاينا الجنوبية، لجوزيف وتيس راجين إيفونيتز. كان الأول من بين ثلاثة أطفال. تبعته شقيقتان، كريستين وجينيفر، في عامي 1968 و1971. وتخرج من مدرسة إيرمو الثانوية في عام 1980 في سن 16، عُرف باسم مارك لتجنب الخلط بينه وبين عمه ريتشارد.

## مساره المهني
بعد تخرجه من المدرسة الثانوية، عمل إيفونيتز لفترة وجيزة كمدير في جيفي لوب، قبل الانضمام إلى البحرية الأمريكية. شغل منصب فني سونار وحصل على وسام حسن السيرة والسلوك قبل تسريحه بشرف بعد ثماني سنوات من الخدمة.
بعد الفترة التي قضاها في البحرية، عمل إيفونيتز بثبات في الشركات التي تبيع الضواغط ومعدات الطحن. أعلن عن الإفلاس في عام 1997، ولم يكن قادرًا على مواكبة الفواتير بعد الطلاق، وكان لديه منزل تم حجزه في 1999 بعد مشروع تجاري فاشل، ولكن في وقت وفاته، كان إيفونيتز يعمل في شركة ضاغط الهواء منذ انتقاله إلى كارولاينا الجنوبية قبل بضع سنوات. 

## حياته الشخصية
تزوج إيفونيتز مرتين، أولاً من بوني لو جاور من عام 1988 إلى عام 1996، ثم من هوب ماري كرولي من عام 1999 حتى وفاته.

## مشواره الاجرامي
في يناير 1987، قام إيفونيتز بتعرض غير لائق واستمنى أمام فتاة تبلغ من العمر 15 عامًا في أورنج بارك، فلوريدا. تم القبض عليه بعد شهر عندما عادت سفينته إلى الميناء. قدم نداء بعدم الطعن وحُكم عليه بثلاث سنوات تحت المراقبة.
يُشتبه في إفونيتز بارتكاب جريمة اختطاف واغتصاب عام 1994 واغتصاب عام 1995 في سبوتسيلفانيا بولاية فرجينيا.
في 9 سبتمبر 1996، اختطف إفونيتز صوفيا سيلفا البالغة من العمر 16 عامًا من ساحة منزلها بالقرب من حديقة لوريلا بارك في مقاطعة سبوتسيلفانيا. تم العثور على جثتها المتحللة بعد شهر في جدول قبالة طريق الولاية 3 في مقاطعة الملك جورج.
في 1 مايو 1997، اختطف إفونيتز الأختين كريستين، 15 سنة، وكاتي ليسك، 12 سنة، من الحديقة الأمامية بعد المدرسة. بعد الاعتداء عليهن جنسياً، خنق الأخوات وألقى بجثثهن في جنوب نهر آنا. تم العثور على جثثهم بعد خمسة أيام.
في 24 يونيو 2002، اختطف إيفونيتز كارا روبنسون تشامبرلين البالغة من العمر 15 عامًا من فناء أحد أصدقائها في كولومبيا، كارولاينا الجنوبية، بعد أن صوب مسدسًا إلى رأسها ثم أرغمها على الدخول في صندوق بلاستيك. أخذها إلى شقته واغتصبها وأجبرها على تدخين الماريجوانا وربطها في سريره. تمكنت روبنسون من تحرير نفسها، والهروب، وارشاد الشرطة إلى خاطفها باستخدام المعلومات التي تمكنت من العثور عليها في ثلاجة إيفونيتز. هرب إيفونيتز بعد أن اكتشف هربها وتم بعد ذلك تعقبه من قبل الشرطة إلى ساراسوتا، فلوريدا. عندما أحاطوا به، قتل نفسه.